# Santa María Jicaltepec
Santa María Jicaltepec är en ort i Mexiko.   Den ligger i kommunen Santiago Pinotepa Nacional och delstaten Oaxaca, i den sydöstra delen av landet, 400 km söder om huvudstaden Mexico City. Santa María Jicaltepec ligger 517 meter över havet och antalet invånare är 1 822.
Terrängen runt Santa María Jicaltepec är kuperad åt nordost, men åt sydväst är den platt. Santa María Jicaltepec ligger uppe på en höjd. Runt Santa María Jicaltepec är det ganska tätbefolkat, med 83 invånare per kvadratkilometer. Närmaste större samhälle är Santiago Pinotepa Nacional, 4,5 km söder om Santa María Jicaltepec. Omgivningarna runt Santa María Jicaltepec är en mosaik av jordbruksmark och naturlig växtlighet.